# Pierre-Louis Binet de Marcognet
Pour les articles homonymes, voir Binet.
Pierre-Louis Binet, baron de Marcognet, né le 14 novembre 1765 à Croix-Chapeau (Aunis, aujourd'hui Charente-Maritime) et mort le 19 décembre 1854 à Paris, est un général français de la Révolution et de l’Empire.

## Biographie
D'une famille de Touraine, Pierre-Louis Binet de Marcognet est le fils de Louis Nicolas Binet de Marcognet et d'Émilie Suzanne Pintault.

### De l'Ancien Régime au Consulat
Cadet au régiment de Bourbonnais, le 13 mars 1781, sous-lieutenant au même régiment au mois de juillet, il fait les campagnes de 1781, 1782 et 1783 en Amérique, sous Rochambeau. Lieutenant en 1787, et capitaine en 1792, il sert à l'armée du Rhin. Le 14 septembre 1793, il se fait remarquer à la reprise du camp de Bundenthal, sur la Loutre, et reçoit un coup de feu à la cuisse droite ; il se signale de nouveau en novembre à Dettwiller, sur la Sarre, en avant de Saverne. Passé, le 7 fructidor an III, à la 10e demi-brigade d'infanterie légère, il prend une part glorieuse à l'affaire de Malche, le 21 messidor an IV ; le lendemain il est nommé chef de bataillon provisoire, et se trouve aux batailles de Neresheim et de Geisenfeld. 
Marcognet donne de nouveau son sang à la France à la reprise des lignes de Wissembourg, à l'affaire de Filigen, à la bataille de Biberach et au siège de Kehl, où il reçoit un coup de feu au bras droit, et est nommé par le général Pichegru, en l'an VII, chef de bataillon titulaire à la 95e demi-brigade d'infanterie. Promu adjudant-général chef de brigade provisoire le 26 floréal, il est confirmé dans ce grade au 108e régiment d'infanterie le 18 prairial an VIII, et fit la campagne de l'an IX, toujours à l'armée du Rhin ; il combat vaillamment à la bataille de Hohenlinden. L'inspecteur général Grenier disait de Marcognet, dans une note donnée en l'an X : « Officier très-méritant sous tous les rapports, digne du commandement qui lui est confié », et l'inspecteur général Tilly : « officier très-distingué, plein de zèle et d'activité, méritant sous tous les rapports, et très-digne du commandement qui lui est confié. Les connaissances de cet officier le rendent susceptible d'avancement ». Général de brigade le 29 août 1803, il fait partie, pendant les deux années suivantes, du camp de Montreuil. 

### Général de l'Empire
Nommé membre de la Légion d'honneur le 19 frimaire an XII, l'Empereur lui donne la croix d'officier de l'ordre le 25 prairial suivant, et l'appel au commandement d'une brigade de la 3e division du 6e corps de la Grande Armée, avec laquelle il fait les campagnes de 1806 à 1807. Créé baron de l'Empire en 1808, il passe en Espagne sous les ordres du maréchal Ney. Il se distingue dans plusieurs rencontres, notamment les 18 et 19 juin, sous les murs d'Oviedo. Il continue à servir en Espagne dans les années 1809, 1810, et jusqu'au 6 août 1811, époque à laquelle l'Empereur le nomme général de division. Le 6 février 1812, il prend le commandement de la 14e division militaire. Le 30 mai 1813, il fait partie du corps d'observation de l'Adige. En 1814, le gouvernement le met en non-activité. Le 8 juillet, le Roi le nomme chevalier de Saint-Louis, et grand officier de la Légion d'honneur le 27 décembre. Le 6 avril 1815, il commande la 3e division au corps d'observation, et obtient sa retraite le 9 septembre suivant.

### Dernières années
Admis dans le cadre de réserve le 7 février 1831, il est définitivement retraité en mai 1832. Il meurt à Paris le 19 décembre 1854.
Pierre Binet de Marcognet est enterré au cimetière du Père Lachaise à Paris.
Il est l'auteur en 1824, du Livre "La bataille de Tours gagnée par Charles Martel sur les Sarrasins en l'an 732" localisant les combats entre Charles Martel et Abd-Er-Rahman non loin de Tours; ouvrage cité par  James Derouet  dans "732 la grande bataille en Touraine dite bataille de Poitiers".

## Armoiries
| Figure | Blasonnement |
|        | Armes du baron de Marcognet et de l'Empire (décret du 19 mars 1808, lettres patentes du 26 octobre 1808 (Paris)) Livrées : jaune, rouge et bleu. Coupé d'or et de gueules; l'or chargé à dextre de trois croix croisettées au pied fiché d'azur; quartier des barons militaires. Livrées : jaune, rouge et bleu. |

## État de service
- 5 mai 1800 : Chef de brigade du 108e régiment d'infanterie de ligne
- 29 août 1803 : Général de brigade
- 6 août 1811 : Général de division

## Titres, honneurs, distinctions
- 26 octobre 1808 : Baron d'Empire
- Son nom figure sous l'Arc de triomphe de l'Étoile, pilier Nord, 7e colonne.
- Grand officier de la Légion d'honneur (1814)